# Бахмутська степова рослинність
Бахмутська степова рослинність — ландшафтний заказник місцевого значення. Розміщений у Бахмутському районі Донецької області з обох боків Запорізької балки, що тягнеться перпендикулярно трасі Т 0513 Горлівка — Бахмут, на відрізку між селом Одрадівка та селищем Опитне. 
Статус заказника присвоєно рішенням облвиконкому № 276 від 27 червня 1984 року. Площа — 2400 га. 
Територія заказника — садово-деревні насадження, які охоплюють лісопарк площею 897 га, помологічні сади площею 1169 га, дендропарк площею 15 га, водойми площею 73 га.